# マルヌ＝ラ＝コケット
マルヌ＝ラ＝コケット （Marnes-la-Coquette）は、フランス、イル＝ド＝フランス地域圏、オー＝ド＝セーヌ県のコミューン。県内で最も人口の少ないコミューンである。パリの西にあり、サン＝クルー公園とフォーズ・ルポズの森の間にある。非常に森の多い町は、ナポレオン3世のドメーヌであったヴィルヌーヴ・レタンの周囲で発展した。かつてのかわいらしく静かな村の佇まいを今も残している。2009年、マルヌ＝ラ＝コケット住民の平均収入は86,456ユーロであった。

## 地形
面積は348ヘクタールで、標高は105mから178mの間である。町は東西の森林地帯に挟まれている。土の一部は泥灰土（en、フランス語ではmarne）であり、地名の由来となっている。パリ地域で最も森の多いコミューンの1つである。

## 交通
- 道路 - A13、国道307号線
- 鉄道 - トランジリアンL線、ギャルシュ-マルヌ＝ラ＝コケット駅

## 由来
1859年、デクレによってナポレオン3世はマルヌの小さな町にマルヌ＝ラ＝コケットの名を許可した。当時、この地はマルヌ＝レ＝サン＝クルー（Marnes-lès-Saint-Cloud）と呼ばれていた。実際、長い間サン＝クルーに依存してきたからである。13世紀初頭のパリ司教オドン・ド・シュリーが、自らが所有する森の中に新しい村（village）を作ろうとしたとき、全てが始まった。マルヌという名はまさに石灰質の土に由来し、そこでは泥灰土が見つかっていた · 。

## 歴史

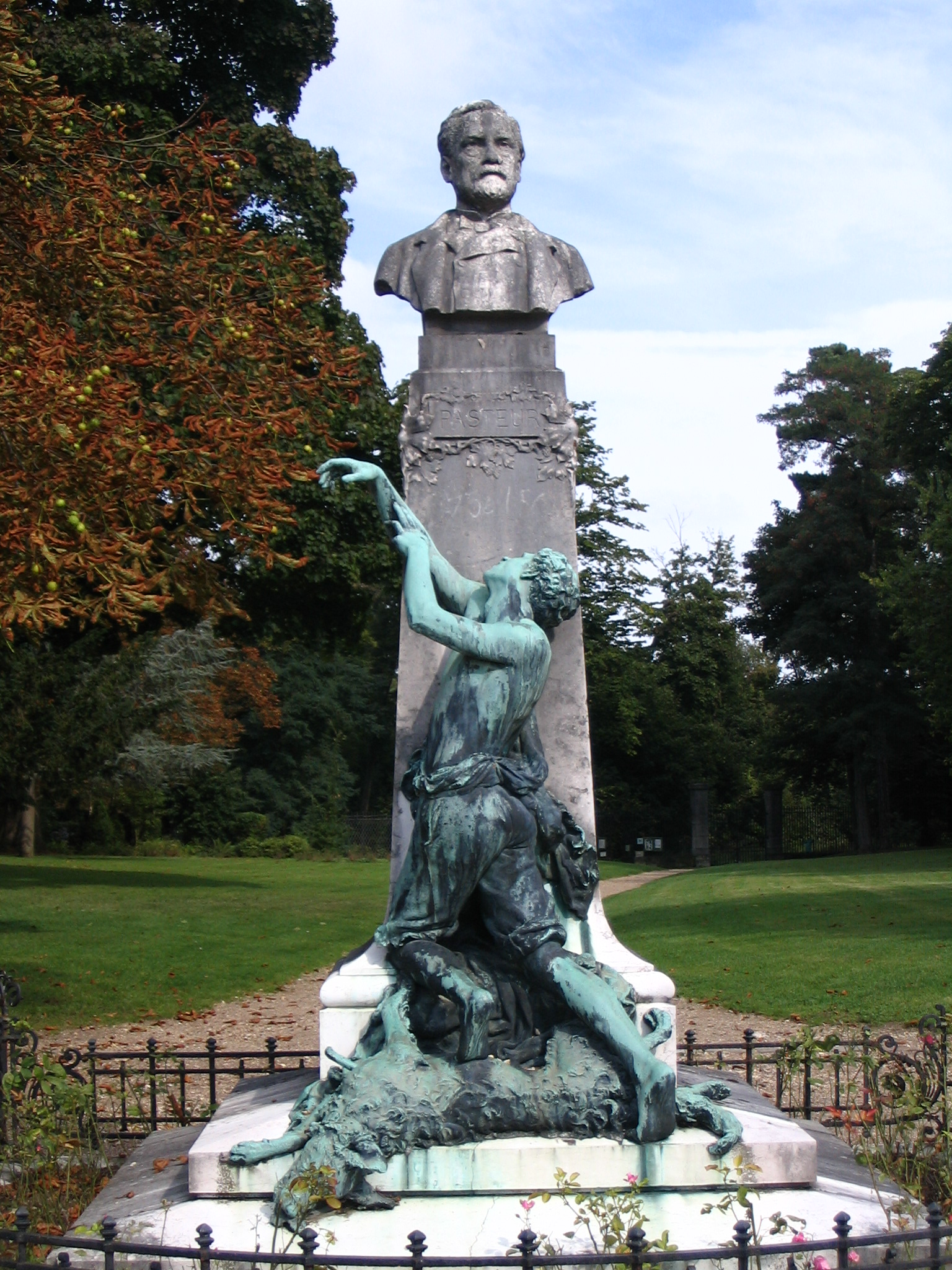
パストゥールの胸像

1852年、共和国大統領ルイ・ナポレオン・ボナパルト（のちのナポレオン3世）はヴィルヌーヴ・レタンのドメーヌを購入した。このドメーヌはフランス第一帝政時代にはニコラ＝ジャン・ド・デュ・スールトが所有し、その後はマルヌ伯爵夫人（comtesse de Marnes）の称号を持っていたフランス王太子妃・アングレーム公爵夫人マリー＝テレーズ・ド・フランスの財産だった。皇帝に即位してから自らがサン＝クルー城に住むと、自らの警護隊であるサン・ギャルド戦隊（fr）を住まわせるためマルヌに一戸建て住宅を建設した。1859年から1860年にかけ、マルヌの町の中心部に皇帝は、皇后ウジェニー・ド・モンティジョの名にちなんでサントゥジェニー教会を建設した · 。
1878年、皇帝のドメーヌは私有ではなくなった。1880年代にシャトーは破壊された。ドメーヌは公教育および美術省に割り当てられることとなった。
ドメーヌの一部は、狂犬病ワクチン発見後の研究を続けるためルイ・パストゥールに寄与されることとなった。実験には多くのウサギとイヌを必要としたため、ユルム通りの実験用動物飼育所は動物で飽和状態になり、近隣の妨げになった。パストゥールは、サン・ギャルド戦隊の一戸建て住宅に研究室を移転した。彼はそこに自らの研究所を設置する予定であった。しかし国際的に寄付が集まったためパリのデュト街に土地を買うことができた。彼はそこにパストゥール研究所を建て、1888年より開設した。
ヴィルヌーヴ・レタンはパストゥールの夏の別館となった。彼は1895年9月28日に亡くなった。彼が使用した部屋は当時のまま保存されている。

## 政治傾向
2005年5月29日に行われた欧州憲法条約に関する国民投票で、マルヌ＝ラ＝コケット住民は82.04%が支持、17.96%が反対票を投じ、圧倒的に欧州憲法を支持した。棄権率は22%であった。
2007年フランス大統領選挙では、第一回投票でニコラ・サルコジが59.33%、フランソワ・バイルが16.88%、セゴレーヌ・ロワイヤルが12.37%、ジャン＝マリー・ル・ペンが5.03%の票を獲得した。第二回投票ではサルコジが約79%を獲得、ロワイヤルは約20%で、全国平均よりもサルコジが突出して票を多く獲得した。このときの大統領選挙の投票率は非常に高かった。

## 人口統計
| 1962年 | 1968年 | 1975年 | 1982年 | 1990年 | 1999年 | 2006年 | 2010年 |
| ------ | ------ | ------ | ------ | ------ | ------ | ------ | ------ |
| 1660   | 1697   | 1646   | 1632   | 1594   | 1519   | 1705   | 1647   |

参照元:1999年までEHESS、2000年以降INSEE

## 史跡

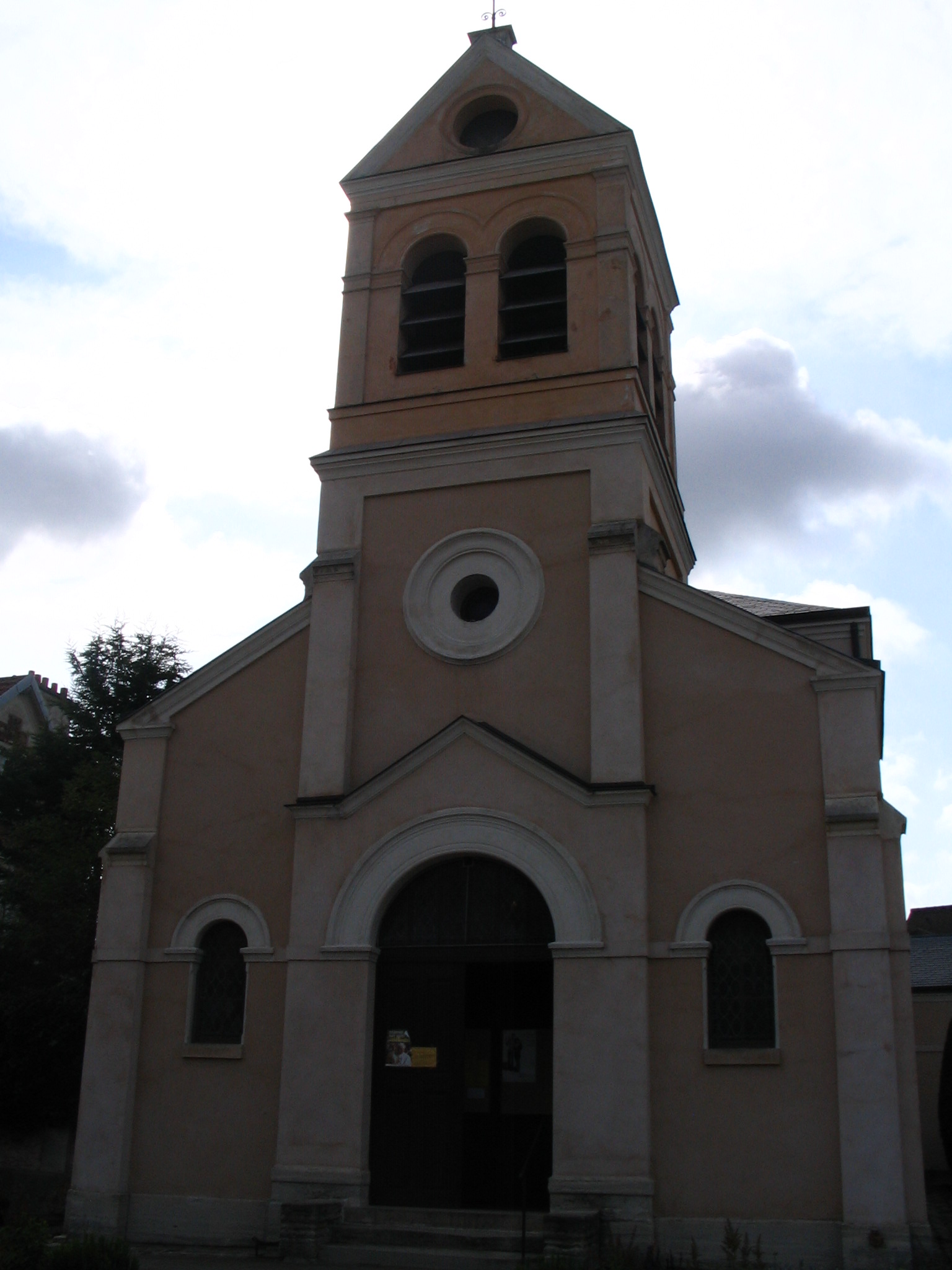
サントゥジェニー教会
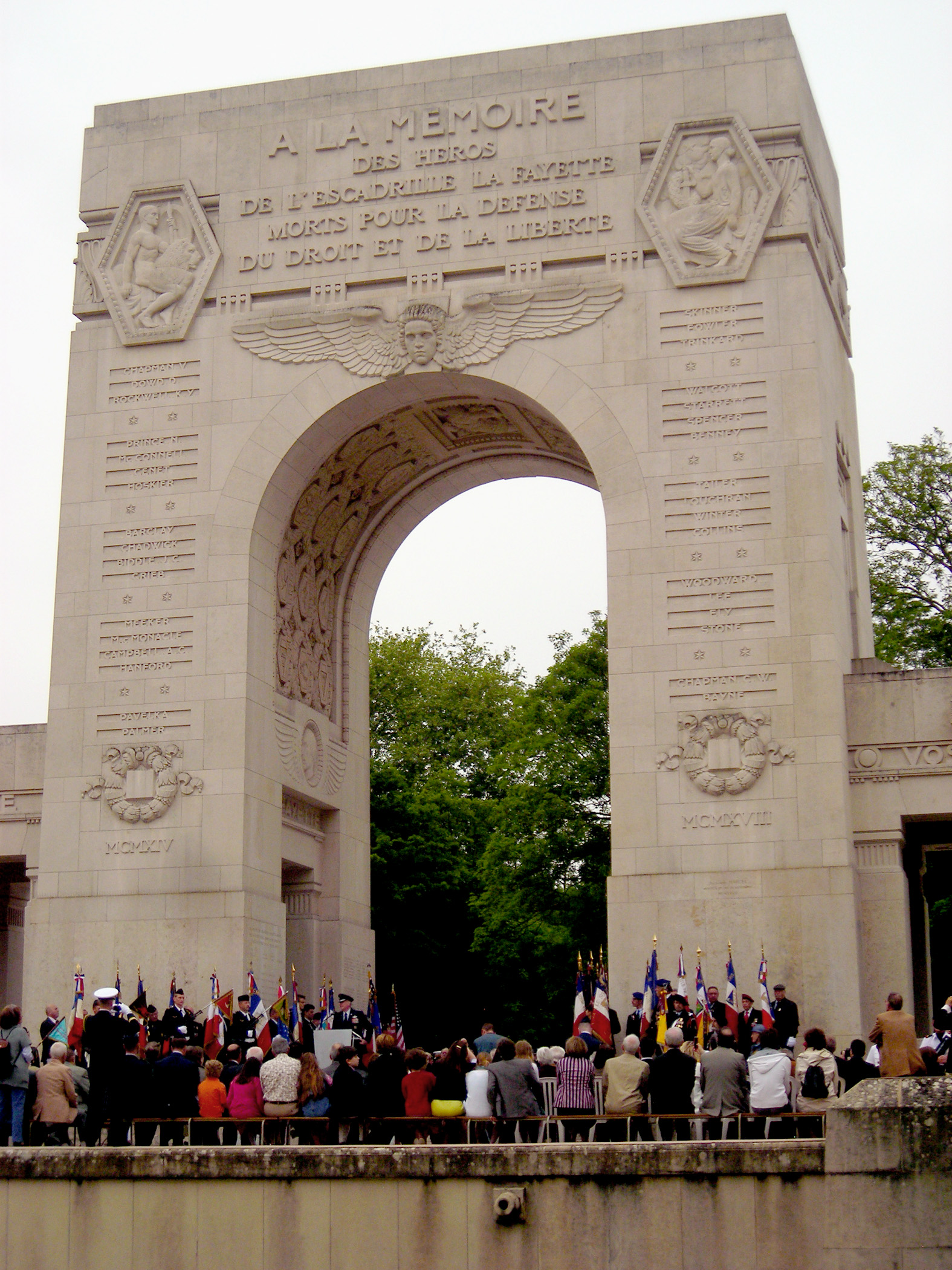
ラファイエット飛行中隊記念碑 - 1928年設置。第一次世界大戦中、フランス支援に集結したアメリカ人義勇兵が結成したラファイエット飛行中隊を称える
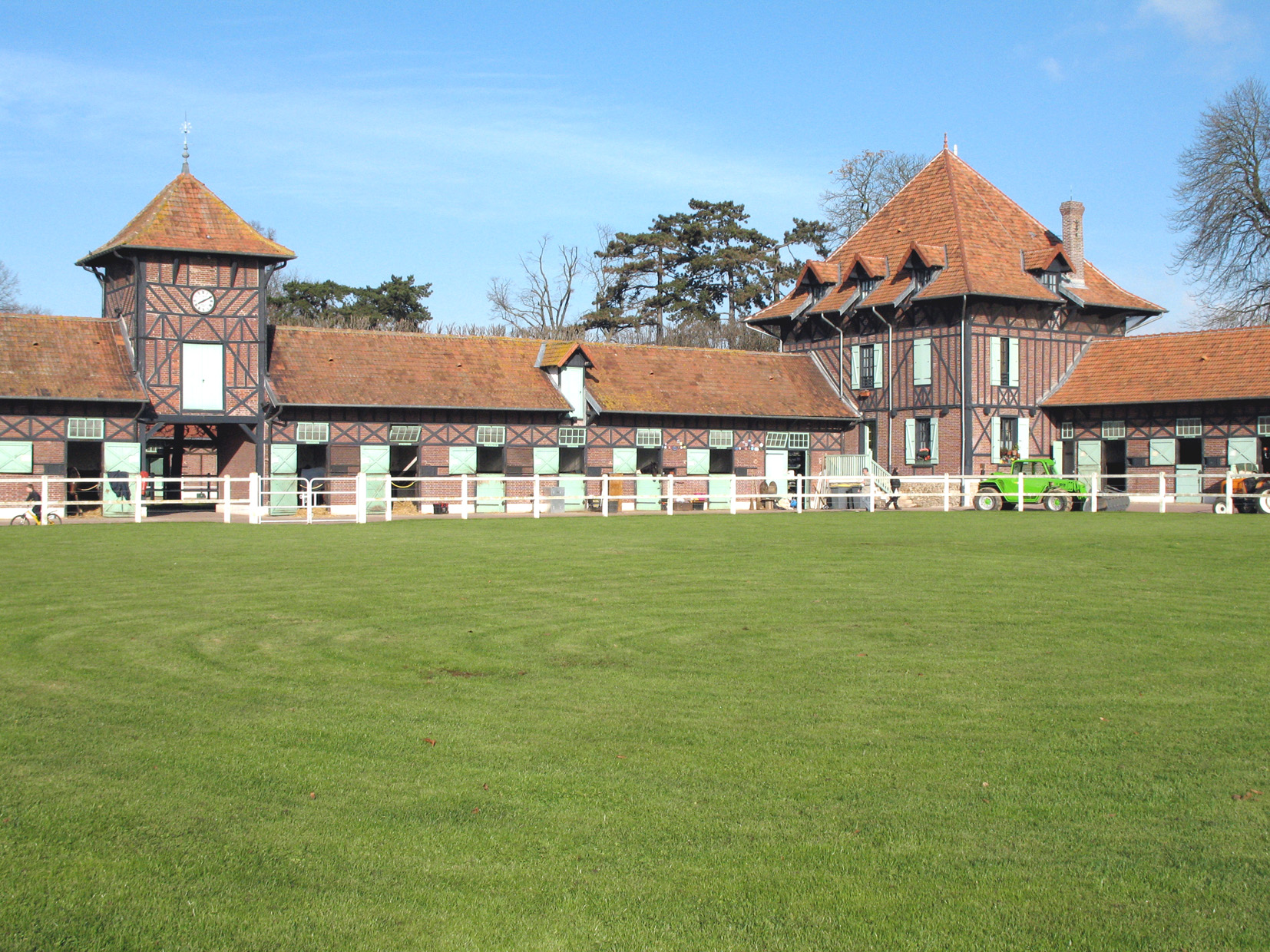
ジャルディ種馬飼育場[13] - サラブレッド飼育場として政治家エドモン・ブランが創設。のちにマルセル・ブサックが購入し、競走馬飼育場として国際的に有名になった。
- 国立研究写像博物館

- サントゥジェニー教会
- ラファイエット飛行中隊記念碑
- ジャルディ種馬飼育場

## ゆかりの人物
- ルイ・パストゥール - マルヌ＝ラ＝コケットで死去
- ギュスターヴ・ル・ボン - マルヌ＝ラ＝コケットで死去
- アンリ・デュパルク - 1884年にマルヌ＝ラ＝コケット市長を1年務めた
- モーリス・シュヴァリエ - マルヌ＝ラ＝コケットで暮らし、死去。当地に埋葬された
- ドワイト・アイゼンハウアー - マルヌ＝ラ＝コケットで1年滞在したことがある
- ジャン・マレー - 1954年から1971年にかけマルヌ＝ラ＝コケット在住
- ポルフィリオ・ルビローサ - ドミニカ共和国の政治家。マルヌ＝ラ＝コケットに埋葬された
- ハマド・ビン・ハリーファ・アール＝サーニー - 当地に広大な不動産を所有